# Cymatogramma poeyi
Cymatogramma poeyi är en fjärilsart som beskrevs av Lucas 1856. Cymatogramma poeyi ingår i släktet Cymatogramma och familjen praktfjärilar. Inga underarter finns listade i Catalogue of Life.